# Wilde Gomes da Silva
Wilde Gomes da Silva (geboren am 14. April 1981 in Orós) ist ein brasilianischer Futsalspieler.

## Karriere
Wilde begann seine Karriere in Brasilien beim Verein General Novers und war zunächst bei brasilianischen Vereinen unter Vertrag. Von der Saison 1999/00 bis 2003/05 waren seine Stationen FC Santos, Banespa und Canoas SC. Höhepunkt seiner Karriere waren der Sieg in der Liga Futsal und der Gewinn des Futsal-Weltpokals. 2005 wechselte er zum spanischen Verein ElPozo Murcia FS. Dort gewann er mit viermal die Copa de España de Futsal und zweimal die Supercopa de España. Seit 2010 steht er beim FC Barcelona (Futsal) unter Vertrag.

## Erfolge
- Futsal-Weltmeisterschaft: 2008
- Liga Nacional de Futsal: 2003
- Futsal-Weltpokal: 2002
- División de Honor de Fútbol Sala: 2005/06, 2006/07, 2007/08, 2008/09, 2009/10, 2010/11, 2011/12, 2012/13
- Copa de España de Futsal: 2008, 2011, 2012, 2013
- Supercopa de España de Futsal: 2006, 2010
- Copa del Rey de Futsal: 2010/11, 2011/12, 2012/13
- Weltpokal (Vereinsfußball): 2012
- Iberian Cup: 2007
- Metropolitano Championship: 2000, 2002
- Fußballmeisterschaften der Bundesstaaten von Brasilien:2002